# Gurgaon (stad)
Gurgaon (Hindi: गुड़गांव), sinds 2016 officieel Gurugram, is een stad in de Indiase deelstaat Haryana en hoofdkwartier van het gelijknamige district. De stad is grotendeels een nieuwe stad en een van de grootste satellietsteden van Delhi, waar het ten zuidwesten van ligt. Bij de volkstelling van 2001 had de gemeente Gurgaon 173.542 inwoners en het stedelijke gebied van Gurgaon 229.243. Sindsdien is Gurgaon echter sterk gegroeid. In 2011 telde men reeds 876.824 inwoners.
Het was in de oude Hindoeïstische  mythologie een belangrijke stad.

## Economie en demografie
Gurgaon is het industrieel en financieel centrum van Haryana.
Nadat  General Electric hier in 1997 zijn callcenter vestigde, volgden vele andere multinationale bedrijven. Vele multinationals vestigden er hun hoofdkwartier, in  plaats van Mumbai of Delhi.
Gurgaon trekt vooral vele jonge hoogopgeleide Indiërs en expats, en de levensstandaard is ook hoog. De stad wordt gekenmerkt door een hoog percentage inwoners die tot de groeiende middenklasse van India behoren. Gurgaon wordt dan ook wel een prototype voor de Aziatische middenklasse genoemd en een "symbool voor India's ongekende economische groei".
In 2019 werd Gurgaon (Gurugram) in een rapport van Greenpeace en AirVisual genoemd als de meest vervuilde stad ter wereld.

## Bekende inwoners van Gurgaon

### Geboren
- Rajkummar Rao (1984), acteur

### Overleden
- Sandeep Acharya (1984-2013), zanger